# 第57回ベルリン国際映画祭
第57回ベルリン国際映画祭は、2007年2月8日から2月18日まで開催された。

## 概要
コンペティション部門には長編22本が出品された。フォーラム部門、パノラマ部門なども合わせると、370本以上の作品が上映された。また、子供が審査員となるGeneration Kplus、若者が審査員となるGeneration 14plusといった部門もあった。

## 受賞結果
- 金熊賞：『トゥヤーの結婚』 （ワン・チュアンアン）
- 銀熊賞
  - 審査員グランプリ：『El Otro』 （アリエル・ロッター）
  - 監督賞：ヨセフ・シダー （『ボーフォート -レバノンからの撤退』）
  - 男優賞：フリオ・チャベス （『El Otro』）
  - 女優賞：ニーナ・ホス （『イェラ』）
  - 芸術貢献賞：『グッド・シェパード』の出演者たちの演技に対して
  - 音楽賞：デヴィッド・マッケンジー （『Hallam Foe』）

## 上映作品

### コンペティション部門
長編映画のみ記載。アルファベット順。邦題がついていない場合は原題の下に英題。
| 題名 原題                                               | 監督                           | 製作国                              |
| ------------------------------------------------------- | ------------------------------ | ----------------------------------- |
| エンジェル Angel                                        | フランソワ・オゾン             | イギリス フランス ベルギー          |
| ボーフォート -レバノンからの撤退 Beaufort               | ヨセフ・シダー                 | イスラエル                          |
| ボーダータウン 報道されない殺人者 Bordertown            | グレゴリー・ナヴァ             | アメリカ合衆国                      |
| ヒトラーの贋札 Die Fälscher                             | シュテファン・ルツォヴィツキー | ドイツ オーストリア                 |
| El Otro (The Other)                                     | アリエル・ロッター             | アルゼンチン フランス ドイツ        |
| マンデラの名もなき看守 Goodbye Bafana                   | ビレ・アウグスト               | 南アフリカ共和国 ドイツ フランス他  |
| Hallam Foe                                              | デヴィッド・マッケンジー       | イギリス                            |
| 風と砂の女 경계                                         | チャン・リュ                   | 韓国 フランス                       |
| In memoria di me (In Memory of Me)                      | サヴェーリオ・コスタンツォ     | イタリア                            |
| やわらかい手 Irina Palm                                 | サム・ガルバルスキ             | ベルギー ルクセンブルク イギリス 他 |
| エディット・ピアフ〜愛の讃歌〜 La môme                  | オリヴィエ・ダアン             | フランス イギリス チェコ            |
| Les Témoins (The Witnesses)                             | アンドレ・テシネ               | フランス                            |
| ランジェ公爵夫人 Ne touchez pas la hache                | ジャック・リヴェット           | フランス イタリア                   |
| 1970、忘れない夏 O Ano em Que Meus Pais Saíram de Féria | カオ・アンブルゲル             | ブラジル                            |
| 英国王給仕人に乾杯! Obsluhoval jsem anglického krále    | イジー・メンツェル             | チェコ スロバキア                   |
| ロスト・イン・北京 苹果                                 | リー・ユー                     | 中国                                |
| サイボーグでも大丈夫 싸이보그지만 괜찮아                | パク・チャヌク                 | 韓国                                |
| さらば、ベルリン The Good German                        | スティーヴン・ソダーバーグ     | アメリカ合衆国                      |
| グッド・シェパード The Good Shepherd                    | ロバート・デ・ニーロ           | アメリカ合衆国                      |
| トゥヤーの結婚 圖雅的婚事                               | ワン・チュアンアン             | 中国                                |
| When A Man Falls In The Forest                          | ライアン・エスリンジャー       | ドイツ カナダ アメリカ合衆国        |
| イェラ Yella                                            | クリスティアン・ペツォールト   | ドイツ                              |

### コンペティション外
- 300 〈スリーハンドレッド〉 - ザック・スナイダー ( アメリカ合衆国)
- あるスキャンダルの覚え書き - リチャード・エアー ( アメリカ合衆国・ イギリス)
- The Walker - ポール・シュレイダー ( アメリカ合衆国・ イギリス)

## 日本映画
コンペティション部門に小林賢太郎と小島淳二のユニットNAMIKIBASHIによる短編『THE JAPANESE TRADITION 日本の形 謝罪』が出品された。また、パノラマ部門で山田洋次の『武士の一分』が、フォーラム部門では奥秀太郎の『カインの末裔』と桃井かおりの『無花果の顔』が、特別招待作品として蜷川実花の『さくらん』が上映となった。加えて、松本大洋原作でアメリカ人監督マイケル・アリアスが制作した『鉄コン筋クリート』がGeneration 14plus部門に出品された。

## 審査員
- ポール・シュレイダー ( アメリカ合衆国/監督)
- マリオ・アドルフ ( スイス/俳優)
- ヒアム・アッバス ( パレスチナ/女優)
- ウィレム・デフォー ( アメリカ合衆国/俳優)
- ガエル・ガルシア・ベルナル ( メキシコ/俳優)
- モリー・マレーネ・ステンスガード ( デンマーク/女優)
- ナンサン・シー ( 香港/プロデューサー)

### 初監督作品部門
- ニキ・カリミ ( イラン/監督)
- ジュディ・クーニヤン ( イギリス/プロデューサー)
- ゲルハルト・マイクスナー ( ドイツ/プロデューサー)